# Gunhild Wilms
Gunhild Wilms (geb. Scheuthle; * 21. September 1940 in Stuttgart) ist eine deutsche Historikerin.

## Leben
Gunhild Scheuthle wurde als Tochter des Studiendirektors Gerhard Scheuthle geboren, machte ihr Abitur 1959 auf der Wirtschaftsoberschule in Stuttgart, studierte ab 1959 an den Universitäten Tübingen und München und promovierte an der Universität Tübingen mit einer Arbeit über das Nationalgefühl und Deutschlandbild des Freiherrn vom Stein. Von 1965 bis 1990 war sie mit dem Historiker Eberhard Wilms verheiratet, einem Mitarbeiter der Fragen an die Geschichte. Neben Aufsätzen mit regionalhistorischem Bezug veröffentlichte sie zusammen mit ihrem Mann eine Reihe von geschichtsdidaktischen Büchern. Ihr Sohn Jörn Wilms ist Professor für Astrophysik.

## Schriften
- Nationalgefühl und Deutschlandbild des Freiherrn vom Stein. Tübingen 1970.
- Wendlingen am Neckar im Zeichen des Zustroms von Flüchtlingen und Vertriebenen (1945–1949). Wendlingen 1989.
- Die deutsche Frage. Frankfurt am Main 1990.
- Revolutionen und Reformen 1789–1848/49. Frankfurt am Main 1990.
- Von der Französischen Revolution bis zur Weimarer Republik. 17 Aufgaben mit Lösungshilfen. Stuttgart/Dresden 1994.

| Personendaten    | Personendaten                    |
| ---------------- | -------------------------------- |
| NAME             | Wilms, Gunhild                   |
| ALTERNATIVNAMEN  | Scheuthle, Gunhild (Geburtsname) |
| KURZBESCHREIBUNG | deutsche Historikerin            |
| GEBURTSDATUM     | 21. September 1940               |
| GEBURTSORT       | Stuttgart                        |